# Asproparthenis punctiventris
Espèce
Asproparthenis punctiventris (le charançon de la betterave) est une espèce d'insectes coléoptères de la famille des Curculionidae, originaire d'Eurasie.
Cet insecte phytophage se nourrit des feuilles de diverses espèces de plantes, en particulier de la famille des Chenopodiaceae. C'est un ravageur des cultures de betterave à sucre, les dégâts étant dus aussi bien au adultes qu'aux larves.

## Taxonomie

### Sous-espèces
Selon PESI.
- Asproparthenis punctiventris farinosa (Fahaeus, 1842)
- Asproparthenis punctiventris nubeculosa (Boheman, 1829)
- Asproparthenis punctiventris punctiventris (Germar, 1824)

## Synonymes
- Lixus punctiventris Germar, 1824
- Bothynoderes austriacus Reitter, 1905
- Bothynoderes betavorus Chevrolat, 1873
- Bothynoderes guyoti Hartmann, 1909
- Bothynoderes menetriesi Chevrolat, 1873
- Bothynoderes peregrinus Chevrolat, 1873
- Bothynoderes remaudierei Hoffman 1961
- Bothynoderes stigma Reitter, 1905
- Bothynoderes uniformis Chevrolat, 1873[2].